# لوپن سوم قسمت ۱
لوپن سوم: پارت یک (به انگلیسی: Lupin the Third Part I - لوپان د ثرد پارت وان / به ژاپنی: ルパン三世PART1 - روپان سانسه پارتو وانّو) اولین مجموعه تلویزیونی فرنچایز لوپن سوم است که توسط تی‌ام‌اس انترتینمنت تولید شده‌است. 
این سری که میان هواداران به "سریال کت سبز" (The Green Jacket Series) معروف است اولین اقتباس تلویزیونی از مانگای لوپن سوم اثر مانکی پانچ(کازاهیتو کیتو) است. این مجموعه که در ابتدا تنها به نام لوپن سوم پخش می‌شد، بعدها پس از انتشار لوپن سوم: پارت سه، دنباله "پارت یک" را به اسم خود افزود. این سریال برای اولین بار بین ۲۴ اکتبر ۱۹۷۱ تا ۲۶ مارس ۱۹۷۲ پخش می‌شد.